# Палац Ештой
Палац Ештой (порт. Palácio de Estoi) — комплекс, розташований у біля містечка Ештой, що входить до муніципалітету Фару, в регіоні Алгарве в Португалії. Виділяється в основному своїм архітектурним багатством в стилі рококо, є єдиним прикладом у регіоні.

## Опис

### Головна будівля
Будинок характеризується великим центральним корпусом, який є досить високим, має відносно простий фасад, але проявляє розкішний смак того часу всередині, особливо в оздобленні деяких кімнат, у яких багато робіт з ліпнини і на стелях яких є достатньо цікаві картини.

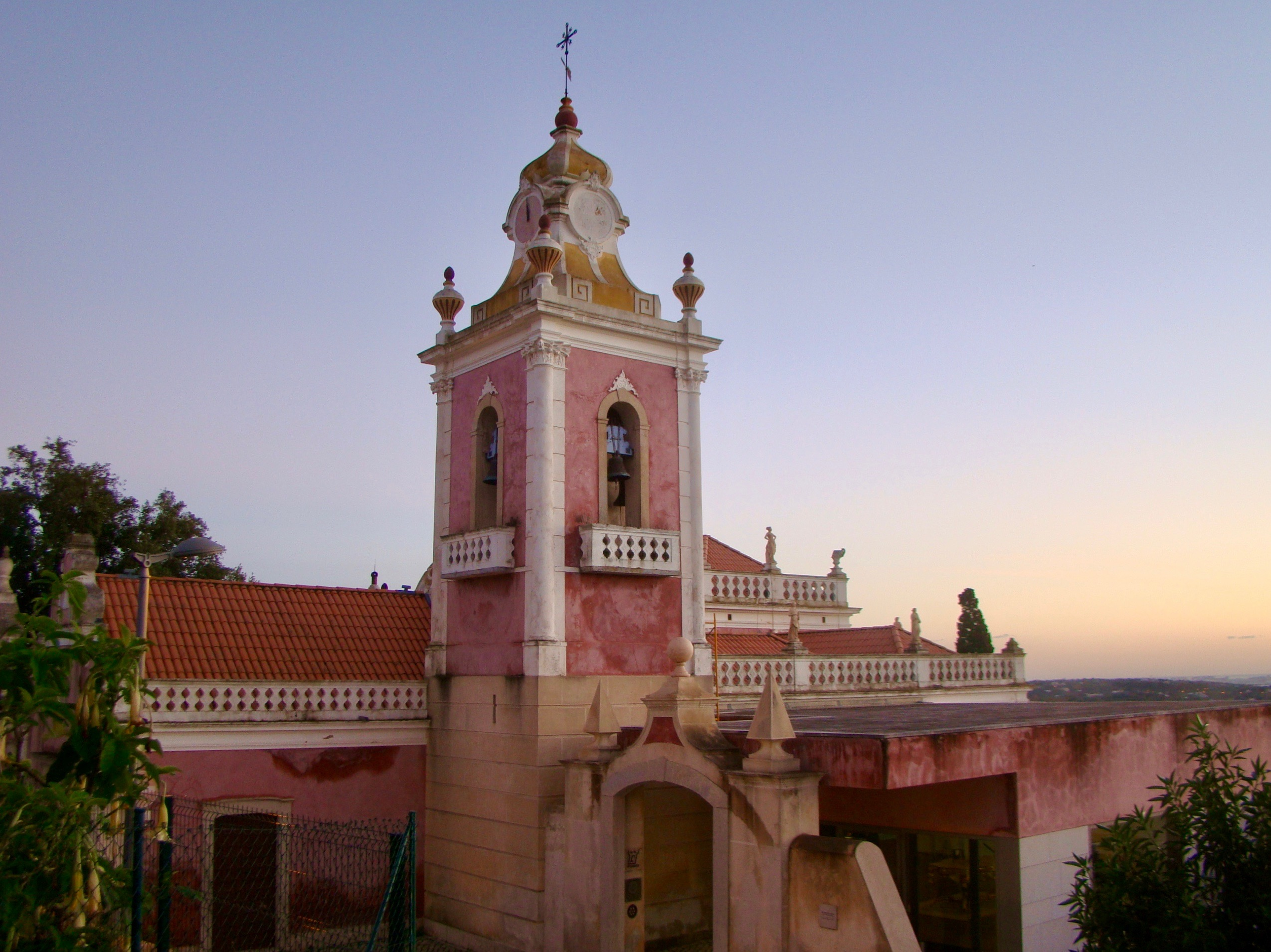
Палацова вежа

Найпомітнішим є великий бальний зал, який займає центральний корпус будинку, одночасно розкішний і прохолодний у багатстві ліпнини, дзеркал та картин, підписаних деякими португальськими та італійськими художниками того часу. Каса-де-Ештой також збирає кілька картин Марії Баретти е Адольфо Грено (1854—1901), португальського художника, який співпрацював з Домінгосом Костою в оздобленні інтер'єру церкви Ештой.

### Каплиця
Каплиця мала естетику Людовика XV. Була присвячена Саграді Фамілії, зображеній у картині XVII століття на вівтарній частині, разом з двома полотнами XVI століття, одне з яких намальоване Бенту Коельйю да Сілвейрою.

### Сади

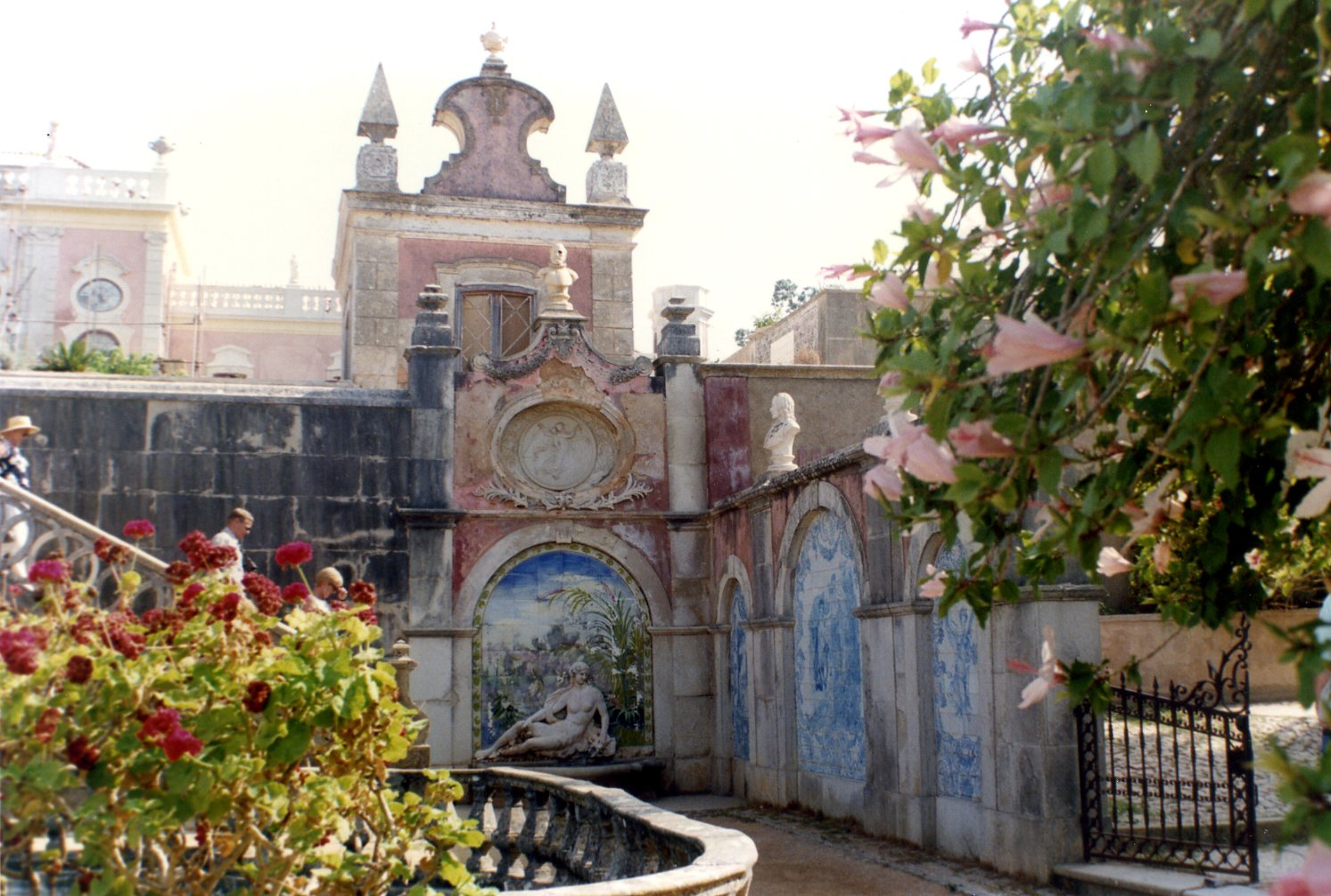
Палац Ештой в 1993 році.

Сади роташовуються в трьох площинах, використовуючи комунікаційні сходи, протилежні секції та інші архітектурні елементи. Нагадують сади XVII століття, з помаранчами та пальмами, що відповідають життєрадісному стилю рококо. На нижній терасі розташований синьо-білий павільйон і плитка азульєжу, підписана Перейрою Жуніором між 1899 і 1904 роками, Каса да Каската, всередині якого є копія Трьох Грацій Канови. На верхній терасі Patamar da Casa do Presépio є великий павільйон з вітражами, фонтанами, прикрашеними німфами та кахельними нішами. Існують також численні керамічні бюсти, що увінчують стіни та представляють кілька персонажів — бюсти Карлуша I, Васко да Гами, Гете, Шиллера, Бокажа, Фелісіану де Кастілью, Алмейди Гаррета, Бісмарка та Мольтке, Мілтона, Алешандре Еркулану, Камоенса тощо.

## Історія
Палац був дітищем місцевого дворянина який помер незабаром після того, як будівництво почалося в середині 1840-х років. Ще одна місцева персона, Жозе Франсиску да Сільва, придбав палац і добудував його в 1909 році. Завдяки грошам та зусиллям, які він витратив на його реконструкцію, він отримав титул віконта Ештоя у 1906 році, оскільки палац і сади були занедбані після смерті останньої з сестер першого власника. Роботою керував архітектор Домінгуш да Сілва Мейра, інтерес до скульптури очевидний. Інтер'єр палацу, в пастельних та ліпнинах, відреставрувався та перетворився на трактир.
У 1969 р. був власністю Марії ду Карму Ассіш Мелу Мачаду.
Палац був класифікований як будівля громадського інтересу в 1977 році.
У 2006 році з палацу були вкрадені «Лінивиці», дві жіночі скульптури справжнього розміру, привезені з Італії, незрівнянної цінності, по 200 кг кожна. Скульптури були «екслібрисом» палацових садів.
Скульптури пізніше були знайдені іспанською владою і повернуті до палацу.
Палац був повністю відновлений Гонсалу Бірном і став одним із Чарівних готелів (Pousadas de Charme) Алгарве, будучи однією з заїжджих кімнат у Португалії. Двома копіями планували замінити викрадені італійські статуї.

## Галерея

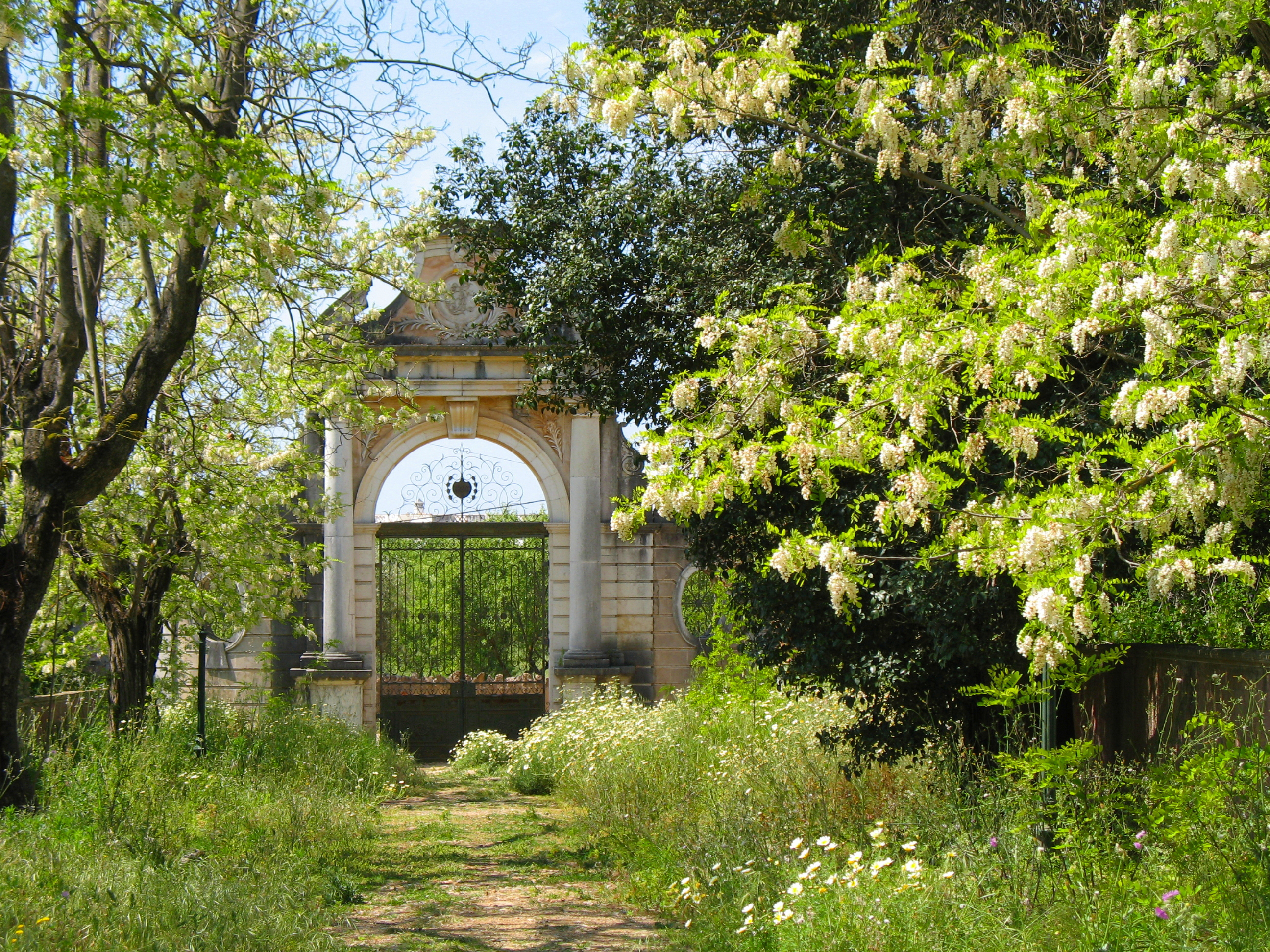
Старий вхід у палац
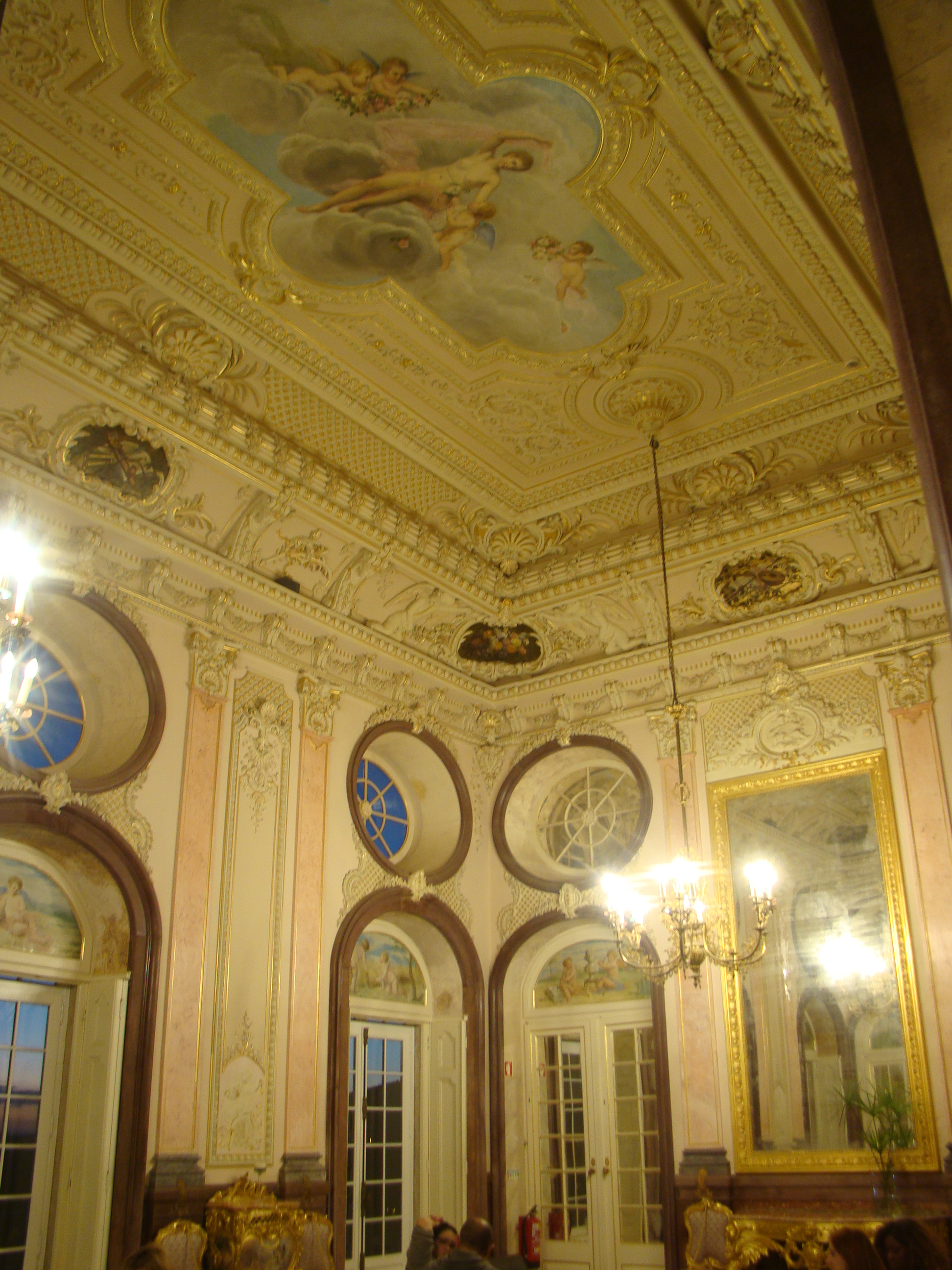
Орнаментація кімнати в палаці
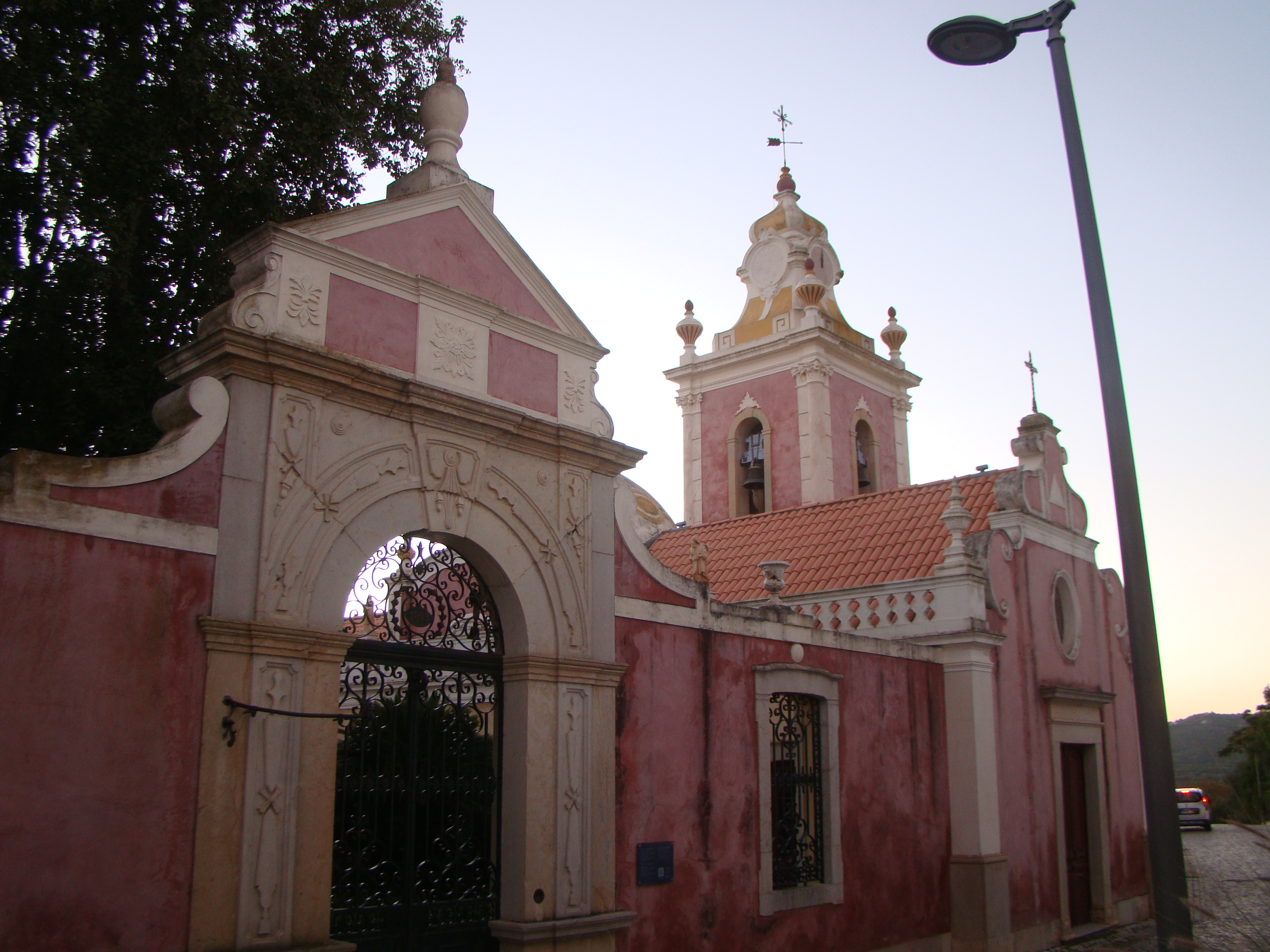
Зовнішній фасад Палацу
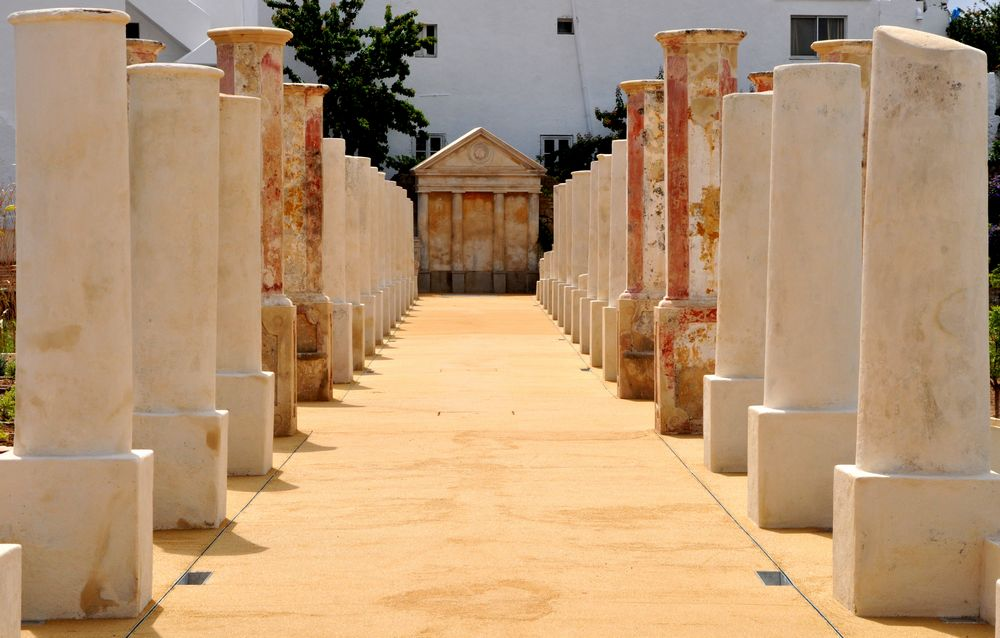
Колонований двір
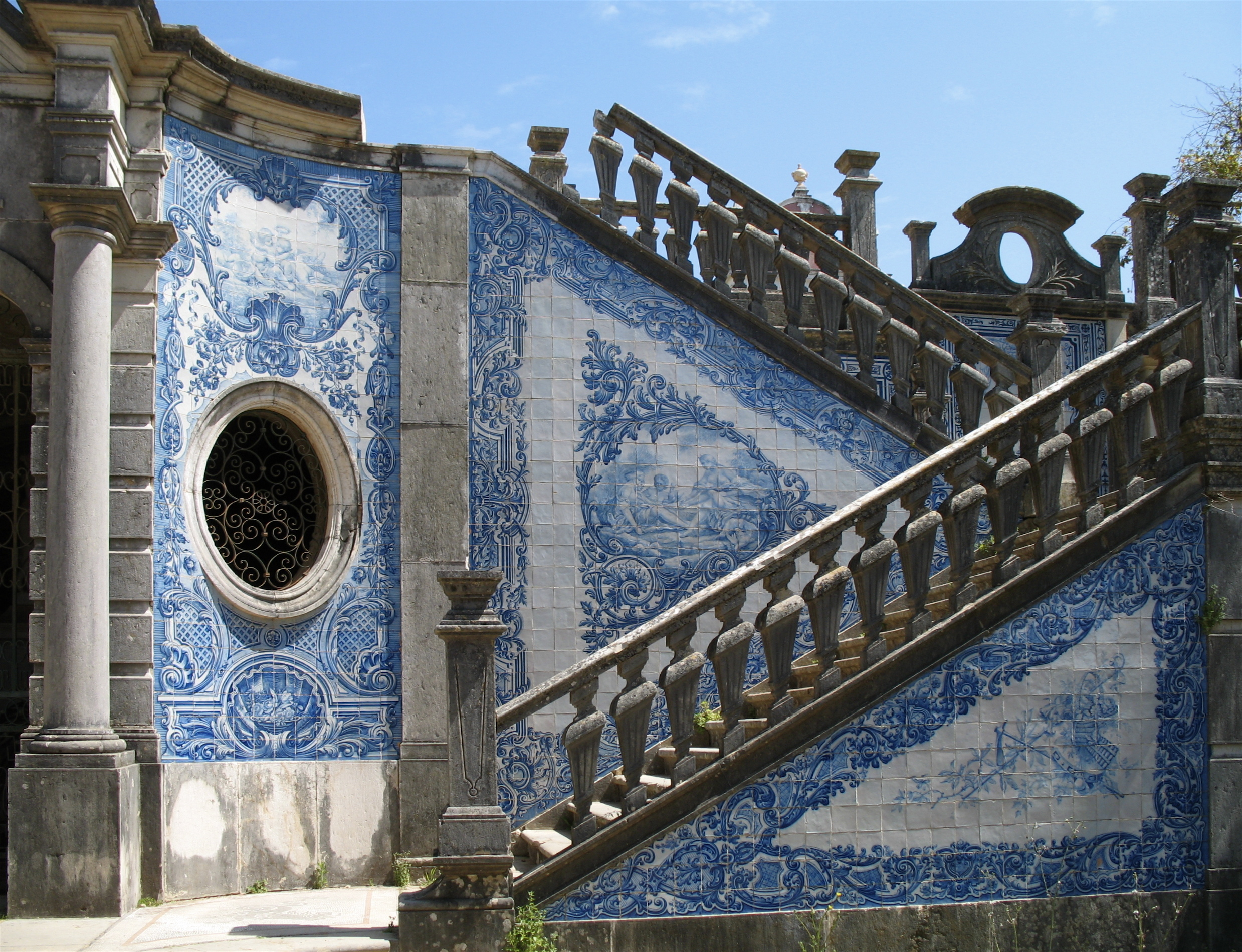
Деталі сходів, прикрашені плиткою
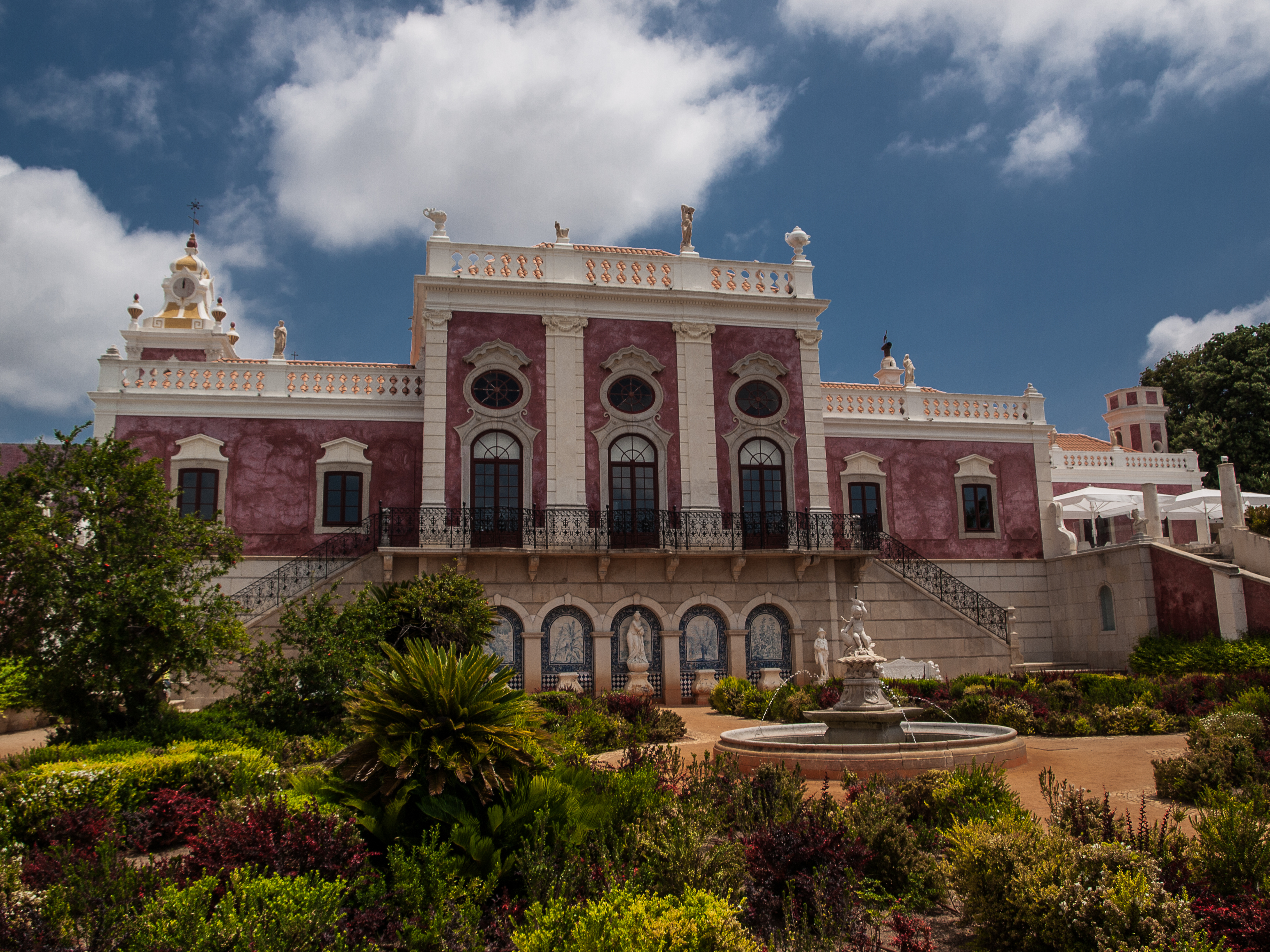
Садові деталі